# Telecentro Odeon
Telecentro Odeon è stata un'emittente italiana a carattere regionale. Trasmetteva i programmi anche di Odeon TV.

## Storia
L'emittente nasce nel 1977 nei locali dell'Ippodromo dell'Arcoveggio di Bologna e successivamente si trasferisce in un ex cinema di Ponticella di San Lazzaro di Savena, in provincia di Bologna. La tv trasmetteva per 10 ore giornaliere dall'ippodromo rubriche, replay e quiz sui cavalli vincenti. Negli anni ‘70 c'erano già tg locale, film, telefilm, sport e celebri programmi come Gran Bazar condotto da Raffaele Pisu.
Nel 1985 Telecentro viene rilevata dall'imprenditore modenese Rossano Bellelli, che ha anche rilevato l'emittente di Casalfiumanese Telesanterno. L'emittente cresce e diventa partner del gruppo - Odeon TV. 
Dal 1988 il gruppo Publivideo 2 di Flavio Bighinati acquista Telecentro e Telesanterno dal gruppo de Il Resto del Carlino e l'emittente ferrarese Telestense. Con il cambio di proprietà la nuova sede dell'emittente viene trasferita a Castel Maggiore, alle porte di Bologna. La partnership con Odeon TV non snatura il palinsesto locale, anzi dai propri studi di Bologna Telecentro realizza e fornisce varie trasmissioni allo stesso circuito Odeon. Il gemellaggio con Odeon permette all'emittente di assumere la nuova denominazione di Telecentro Odeon. 
L'emittente era visibile in Emilia-Romagna, sul mux Telesanterno. A partire dal 9 marzo 2022, in seguito al riassetto delle frequenze radiotelevisive, ha cessato le trasmissioni.

## Programmi

### Notizie
- TG Telecentro
- TG Net

### Approfondimento
- Con i piedi per terra
- Con i piedi per terra news - (programma a diffusione nazionale su Odeon TV)
- Regione in magazine
- Regione in magazine news
- Italia Oh! - (programma a diffusione nazionale su Odeon TV)
- In primo piano
- Mattino con te
- Pomeriggio con te

### Intrattenimento e spettacolo
- E20 in movimento
- La Matrioska
- Menu magazine tv
- Mission Motor Show
- Yellow

### Sport
- TG Rossoblu
- Sport Club
- Centro Campo
- Top volley
- Conto alla rovescia
- Gioca Sport
- Il processo al gran premio
- Italia Beach Soccer Tour

## Frequenze
- Frequenze di Telecentro Odeon, su telecentroodeon.com. URL consultato il 14 aprile 2013 (archiviato dall'url originale il 16 giugno 2013).